# Пятницкая церковь (Которь)
Храм Святой Великомученицы Параскевы Пятницы — православная церковь (не действующая) в селе Которь Думиничского района.
Памятник истории и культуры местного значения (согласно Постановлению Верховного Совета РСФСР «О неотложных мерах по сохранению национального, культурного и природного наследия народов РСФСР от 25.12.1990 г. № 447—1).

## История
Приход села Которь существует с XIV века Церковь Параскевы Пятницы впервые упоминается в 1620 году в писцовых книгах Мещовского уезда.
Каменная церковь построена в 1915 году на средства прихожан.
В 1937 году храм был закрыт.
В настоящее время от здания церкви остались одни руины.

## Настоятели
- о. Иоанн Лебедев (1934—1937)